# La Tossa (el Vilosell)
La Tossa és una muntanya de 1.026 metres que es troba al municipi del Vilosell, a la comarca catalana de les Garrigues.